# Aplysia punctata
Aplysia punctata (Cuvier, 1803) è un mollusco gasteropode della famiglia Aplysiidae.

## Descrizione
La colorazione degli esemplari adulti varia dal nero al verdastro, con macchie pallide, invece i giovani sono più chiari, rosati e talvolta tendenti al rosso. I rinofori sono abbastanza lunghi e arrotolati. La conchiglia è interna, di forma convessa. Raggiunge i 20 centimetri di lunghezza, dimensione che la rende uno degli opistobranchi più grandi. Emette una secrezione biancastra o violacea che potrebbe essere velenosa per piccoli animali.

## Biologia
Si nutre di alghe dei generi Cystoseira, Ulva, Laminaria e Zostera.

## Distribuzione e habitat
È diffusa nel mar Mediterraneo, nel mare del Nord e nelle aree costiere dell'oceano Atlantico orientale. Vive a basse profondità, nelle zone costiere ricche di alghe.